# Ariberto da Intimiano
Ariberto da Intimiano (Intimiano, tra il 970 e il 980 – Milano, 16 gennaio 1045) fu arcivescovo di Milano nella prima metà dell'XI secolo. Portò il potere temporale vescovile a livelli mai raggiunti prima e innalzò ulteriormente il prestigio dell'arcidiocesi di Milano, anche se alla sua morte già si intravedevano i primi segni del declino di questo potere.

## Biografia

### Le origini familiari
Ariberto era figlio del nobile feudatario Gariardo. A Intimiano la famiglia di Ariberto possedeva una corte incastellata, quindi un'abitazione agreste il cui proprietario cominciava ad esercitare il districtus, ovvero il potere civile sul territorio circostante.
Nell'anno 1007 il suddiacono Ariberto era custos (non si sa però in cosa consistesse di preciso questo ruolo di custode) della chiesa plebana di Galliano, esistente dal V secolo e intitolata a san Vincenzo. Ariberto fece eseguire dei lavori di ristrutturazione, vi ritrovò delle reliquie di santi, e fu committente di un ciclo di affreschi in cui si fece ritrarre.

### Arcivescovo di Milano

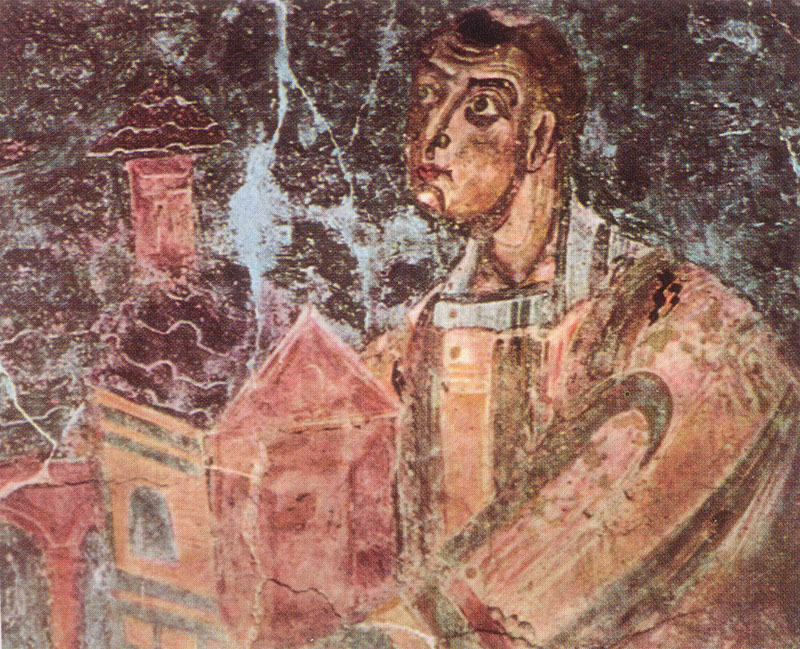
Ariberto da Intimiano in un affresco presente all'interno del complesso monumentale di Galliano a Cantù

Ordinato prete almeno dal 1016, nel 1018 Ariberto venne eletto arcivescovo di Milano. La scelta di nominarlo arcivescovo era avvenuta in seguito ad un intervento dei maggiorenti della città (i cosiddetti capitanei, principali vassalli episcopali) e grazie a una concessione dell'imperatore Enrico II il Santo. Il 28 marzo 1018 venne ordinato arcivescovo in Duomo. Una fonte tedesca, l'anonimo Annalista sassone, afferma che Ariberto fosse praepositus della Chiesa milanese, non tanto indicando una funzione specifica, quanto per documentare il fatto che egli fosse il membro più in vista del clero milanese.
Sebbene gli arcivescovi di Milano non abbiano mai avuto un titolo comitale come legittimazione del loro potere, in un diploma del 1046 dell'imperatore Enrico III si afferma che Ariberto da Intimiano esercitava anche un potere temporale su tutto il Regno d'Italia. Nel 1019 Ariberto partecipò alla dieta di Strasburgo, chiedendo formalmente all'imperatore Enrico II il Santo di scendere in Italia e intervenire militarmente contro i nemici dell'arcivescovo ambrosiano.. Per comprendere quale fosse l'autorità anche civile di cui godeva l'arcivescovo Ariberto in quel periodo, si pensi che il marchese Ugo, conte del distretto di Milano, teneva i suoi giudizi nel palazzo arcivescovile, per concessione e in presenza dell'arcivescovo stesso.
Ariberto partecipò al sinodo di Pavia del 1022, convocato dall'imperatore Enrico II e da papa Benedetto VIII per affrontare la questione della riforma del clero. In questa sede si affrontò anche la questione del clero ammogliato, che a Milano costituiva ancora la norma. Uno dei problemi era di tipo economico, visto che era legato al problema dei servi delle chiese, poi ordinati preti, che si sposavano con donne libere, generavano figli liberi che poi reclamavano un'eredità, lasciti che spesso corrispondevano ai possedimenti delle parrocchie locali: come reazione il sinodo proibì il matrimonio di tutti i chierici.

### Gli eretici di Monforte d'Alba

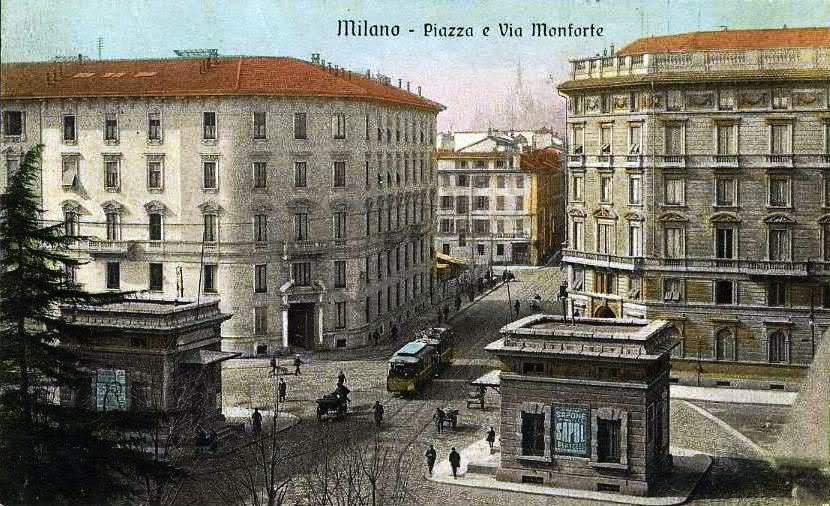
I caselli daziari di Porta Monforte a Milano con l'omonimo corso, all'inizio del Novecento

Nel 1026 Ariberto incoronò re d'Italia Corrado II il Salico, che scese a Milano proprio per questa occasione. Nel 1028 Ariberto era impegnato nella visita della diocesi suffraganea di Torino: interrogando il capo di un gruppo religioso sospettato di eresia, l'arcivescovo venne a sapere che gli abitanti di Monforte d'Alba interpretavano in modo allegorico il dogma trinitario, negavano la necessità dei sacramenti e quindi del clero: molto probabilmente questa popolazione aveva abbracciato il catarismo, o comunque potrebbe rappresentare un anello di congiunzione tra il bogomilismo balcanico e il catarismo dell'Occitania così come lo conosciamo dalle fonti relative alla repressione del XIII secolo.
In quello stesso anno 1028, forze militari alle dipendenze di Ariberto espugnarono il castello di Monforte: l'intera popolazione della zona venne deportata a Milano e invitata ad abiurare la propria fede. La maggior parte di loro rifiutò e venne arsa sul rogo. Una via della zona di Milano in cui gli eretici di Monforte vennero imprigionati da allora porta il nome del paese di provenienza delle vittime: corso Monforte.

### L'apogeo dell'arcivescovado milanese

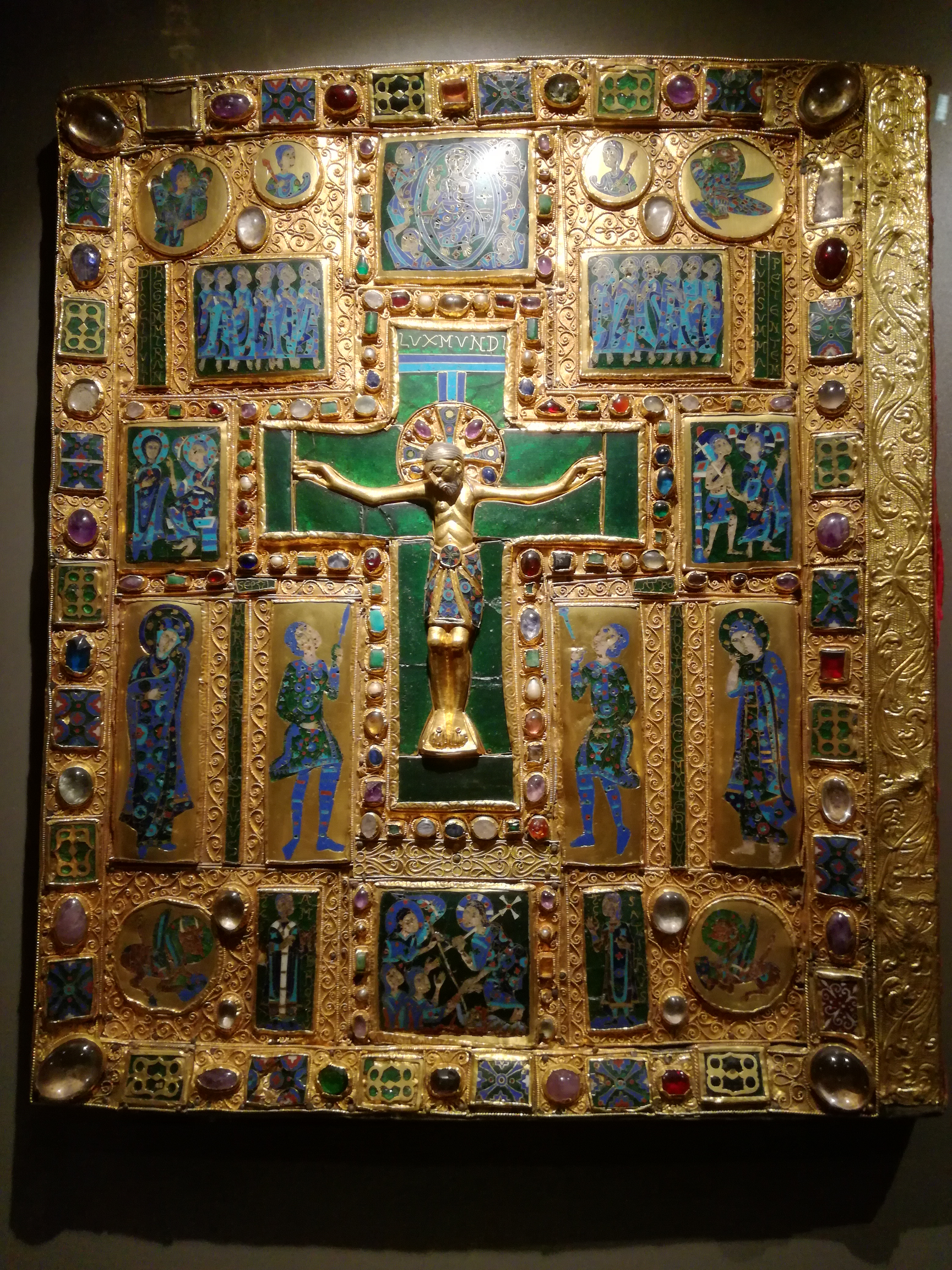
Evangeliario di Ariberto, 1034, Museo del Duomo di Milano

Ariberto incarnò lo spirito espansionistico di Milano nell'XI secolo, un imperialismo che si inquadra in un momento di fermento dell'intera società milanese dell'epoca e che si concretizzò in un'estensione del potere temporale della Chiesa ambrosiana su altri territori dell'Italia settentrionale.
Nel 1025 alla dieta di Costanza Ariberto ottenne il diritto di potere investire anche temporalmente il vescovo di Lodi, e difatti alla prima occasione (1027) mise su questa cattedra un canonico milanese, Ambrogio II di Arluno, suscitando l'ira della città lombarda.
Ariberto aiutò inoltre l'imperatore Corrado II a vendicarsi contro Pavia per la distruzione del palazzo regio, attuata dalla città nel 1024: si confermava così la secolare contrapposizione tra Milano e Pavia.
Al confine ovest della diocesi Ariberto stabilì un saldo controllo sul monastero di Arona. Il possesso del monastero e il controllo del castrum  permisero ad Ariberto di annettere alla diocesi di Milano altri territori che fino ad allora appartenevano alla diocesi di Novara.
Oltre che con Lodi, Pavia e Novara, Ariberto ebbe modo di scontrarsi anche con Cremona: Ariberto spedì suo nipote Gariardo a invadere la pieve di Arzago d'Adda, sotto il controllo dell'arcivescovo cremonese. Quando nel 1030, alla morte del vescovo di Cremona Landolfo, venne eletto dai cremonesi il vescovo Ubaldo, Ariberto pose come condizione per l'ordinazione di Ubaldo l'accettazione dell'occupazione fatta da Gariardo. L'imperatore Corrado II impose ad Ariberto di restituire a Cremona quei territori, ma quando Corrado rientrò in Germania, Ariberto invase nuovamente la pieve di Arzago esigendo anche le rendite di altre due pievi cremonesi, quelle di Misano e di Fornovo.

### Lo scontro con l'imperatore e la comparsa del Carroccio

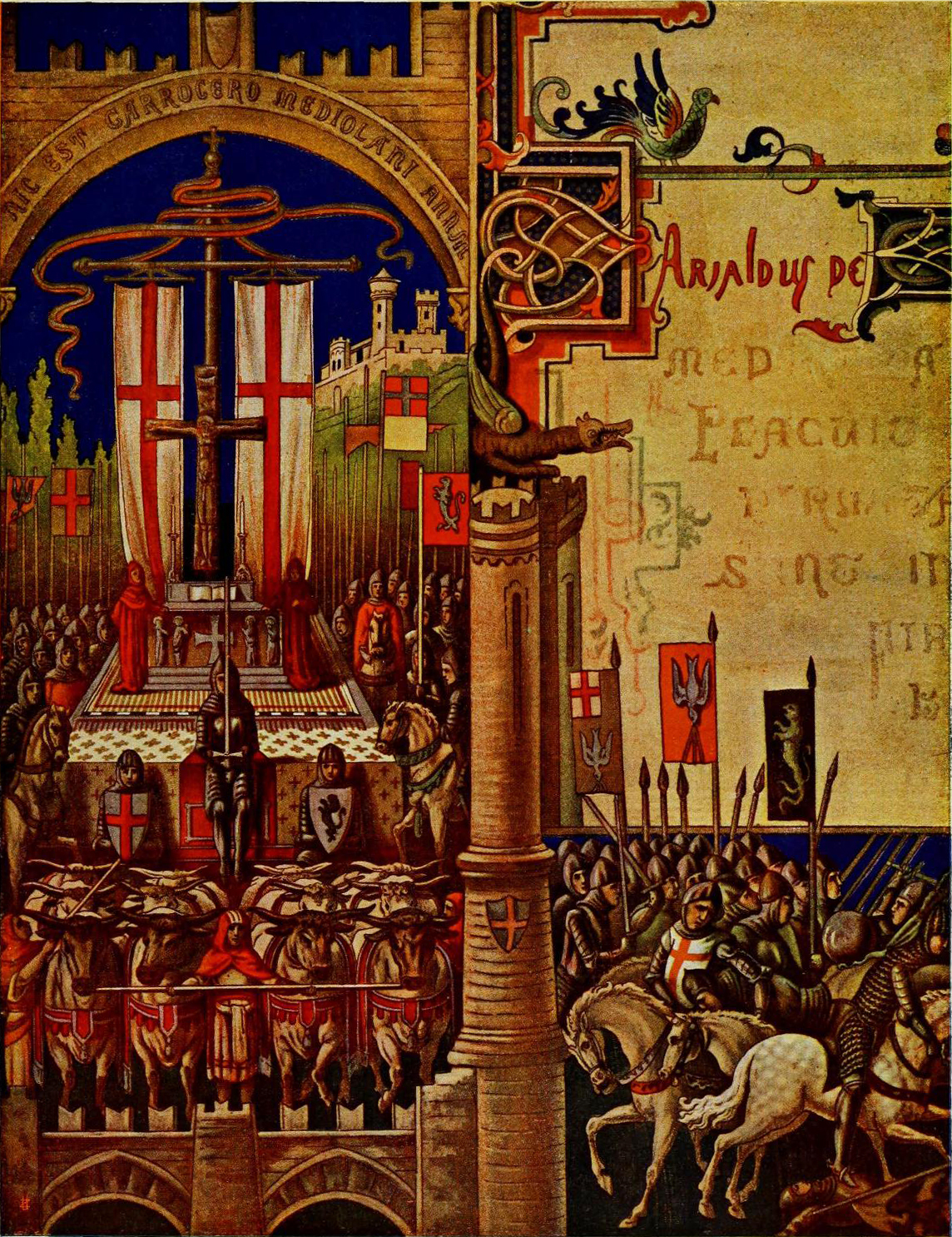
Il Carroccio di Milano su un'antica miniatura

Nel 1034 Ariberto guidò una spedizione militare in aiuto all'imperatore Corrado II il Salico per la conquista della Borgogna.
Nel 1035 a Milano scoppiò una vera e propria rivoluzione (Wipone, biografo di Corrado II, la definisce magna confusio), che coinvolse l'arcivescovo e vassalli maggiori (i capitanei) da una parte, e vassalli minori (i valvassori) dall'altra. I feudatari minori si sentivano minacciati dal potere sempre crescente di Ariberto e si ribellarono. Inizialmente dovettero soccombere e fuggire dalla città, poi strinsero un'alleanza con tutti i nemici di Ariberto, in particolare con gli abitanti del Seprio, della Martesana, di Pavia, di Cremona e di Lodi. Si giunse così alla battaglia di Campomalo (1036): fu uno scontro dai risultati incerti, ma l'uccisione di un potente alleato di Ariberto, il vescovo di Asti Alrico, segnò un punto a svantaggio di Ariberto.
Corrado II, forse chiamato dallo stesso Ariberto, ma convinto che ormai quest'ultimo costituisse un pericolo per il sovrano, in quanto aveva accentrato nelle proprie mani troppo potere, scese in Italia. Dopo essere giunto in Italia e avere avuto colloqui con i rappresentanti della Motta, ovvero con la corporazione dei feudatari minori, Corrado fece incarcerare Ariberto in una fortezza vicino a Piacenza. Dopo circa un mese, Ariberto riuscì a fuggire e fece ritorno a Milano. Il gesto di Corrado venne visto come un insulto a Milano, e la solidarietà cittadina ebbe la meglio: tutte le parti, compresi i valvassori, si riaccostarono all'arcivescovo, che armò la popolazione e fortificò le mura della città.
Corrado II cinse quindi d'assedio Milano. In quest'occasione fece la sua prima comparsa il Carroccio, divenuto poi simbolo delle libertà comunali. Proprio durante questo assedio, Corrado emise una disposizione cui proprio i minores, i valvassori, aspiravano: con la Constitutio de feudis (8 maggio 1037) i valvassori ottenevano l'ereditarietà e l'inalienabilità delle loro terre e dei loro titoli. La Constitutio ebbe però l'effetto di compattare la classe dei milites (i nobili sia maiores sia minores) che si strinsero ancora di più intorno all'arcivescovo, vero garante degli interessi milanesi. A poco valse la scomunica dichiarata da papa Benedetto IX contro Ariberto. Corrado II dovette cedere (morì poi nel 1039). Nel 1040 Ariberto si riappacificò con Enrico III il Nero, figlio e successore di Corrado II, e ottenne la revoca della scomunica.

### La morte di Ariberto e le premesse per la nascita del comune di Milano

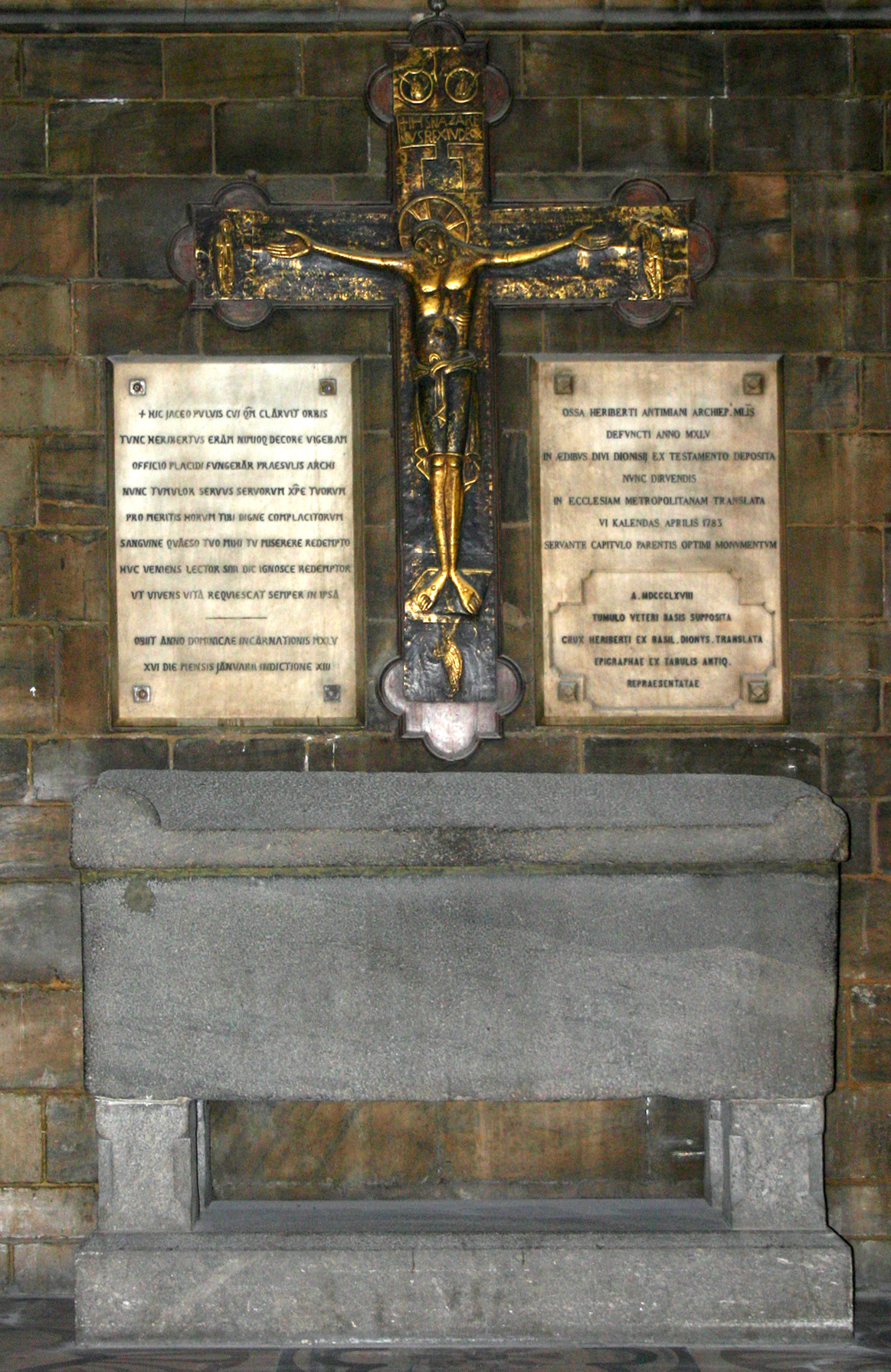
Il sepolcro e la copia del crocifisso di Ariberto
Duomo di Milano

Nel 1042 si creò a Milano una nuova spaccatura (fonti originali usano la parola discidium), questa volta tra i nobili (maiores e minores uniti) e la plebs (certamente non gli strati più bassi della popolazione, ma piuttosto i mercanti, i proprietari terrieri privi di ascendenza nobiliare, i giudici e i notai) guidata da Lanzone della Corte: questa parte della popolazione, il cui potere era cresciuto anche grazie alla politica espansionistica di Ariberto, voleva infatti partecipare attivamente al governo della città.
Questa volta Ariberto non riuscì a controllare la situazione, essendo ormai malato (dai documenti dell'epoca si nota che spesso non aveva neanche la forza sufficiente per firmare). I cives (la plebe) obbligarono tutti i milites (i nobili) ad uscire dalla città. Anche Ariberto dovette seguirli, e si trasferì a Monza (i suoi ultimi due testamenti, scritti nel 1044, sono stati redatti a Monza). Grazie a Lanzone della Corte si giunse poi a una riappacificazione tra le parti.
Tra i lasciti testamentari di Ariberto vi fu anche il prezioso Evangelario in lamina d'oro e pietre dure; donato al Duomo di Monza, l'oggetto era custodito nel Tesoro del Duomo fino al XVIII secolo quando fu requisito dalle spoliazioni napoleoniche e poi andò rubato.
Ariberto chiese di essere trasportato a Milano, dove morì il 16 gennaio 1045. La sua tomba si trovava nel monastero di San Dionigi. Con la demolizione di quest'ultimo, venne traslata nel Duomo di Milano: dopo di lui, non si ebbe mai più a Milano un vescovo così forte, capace di gestire interamente il potere della città, che iniziò un'evoluzione destinata a trasformarla in comune.

## La croce di Ariberto
La tomba di Ariberto si trova nella prima campata della navata esterna destra del Duomo di Milano. Il sarcofago dell'arcivescovo è sormontato da una copia del celebre crocifisso in lamina di rame dorato (l'originale si trova nel Museo del Duomo) donato originariamente da Ariberto al monastero di San Dionigi e trasferito al duomo dopo la demolizione del convento nel 1783. La croce originaria, di anonimo scultore, venne realizzata attorno al 1040 in rame sbalzato, poi applicato su un supporto ligneo.
Quando i milanesi si trovarono a sostenere la lotta contro il Sacro Romano Impero a favore dei comuni della Lega lombarda, nel 1176, Ariberto divenne subito una figura di riferimento per la sua opposizione all'imperatore germanico, e per questo la sua croce venne presa da sopra la sua tomba e posta sulla sommità del Carroccio che sfilò durante la Battaglia di Legnano, come monito per gli avversari.
La croce di Ariberto è quindi uno dei simboli del palio di Legnano e una sua riproduzione accurata è il premio per la contrada vincitrice. La rievocazione storica si svolge ogni anno all'ultima domenica di maggio e si conclude con una corsa ippica tra le otto contrade: la contrada vincitrice della gara espone la croce per un anno intero nella propria chiesa di riferimento fino alla successiva edizione del palio.

### Esplicative
1. ↑  Per avere notizie sulla famiglia di Ariberto si hanno a disposizione tre suoi testamenti:
  - uno del 1034, che venne rogato prima della partenza per l'impresa di Borgogna: da esso sappiamo che era originario di Intimiano (nella pieve di Galliano) e che i suoi genitori si chiamavano Gariardo e Berlinda.
  - altri due del 1044 ci danno i nomi di suoi nipoti.

Altri due documenti (del 998 e del 1000) ci danno informazioni per ricostruire la storia della sua famiglia: in questi scritti si dice che la famiglia avesse interessi economici abbastanza vasti nelle zone di Bozzolo e di Bergamo, dove possedevano terreni.
Il testamento del 1034 fa riferimento a beni in possesso di Ariberto situati nelle zone di Lodi (tra i fiumi Lambro e Adda), di Abbiategrasso, e in Brianza (Intimiano, Cucciago, Inverigo, etc.).
2. ↑  In una sua lettera del 1016, Leone, vescovo di Vercelli, spiega come - grazie al presbitero Heriberto - la posizione politica di Milano fosse cambiata, passando da un iniziale appoggio a Arduino d'Ivrea alla piena lealtà verso Enrico II il Santo.
3. ↑  Dopo il 1021, fino al 1045, quindi fin dopo la morte di Ariberto, non abbiamo più la presenza di un conte o di un marchese a Milano. Anche il vicario del conte, il visconte, amministratore delle Curtes regiae, in questo periodo diventò un vassallo dell'arcivescovo.
4. ↑  Arona e Angera, le due fortificazioni che controllavano il Lago Maggiore erano entrate nella mensa dell'arcivescovo di Milano al tempo di Arnolfo II da Arsago non più tardi del 1015, come ricompensa per avere stroncato le ultime rivolte filoarduiniche contro Enrico II il Santo.

### Bibliografiche
1. ↑   Ariberto: ambizione e volontà, su milanoplatinum.com. URL consultato il 22 marzo 2017.
2. ↑   Milano medioevale (1026-1447), su storiologia.it. URL consultato il 22 marzo 2017.
3. 1 2 3 4 5 6 7 8 9 10 11 12 13 14 15 16 17 18 19 20 21 22 23 24 25 26 27 28   Ariberto da Intimiano, in Dizionario biografico degli italiani, Roma, Istituto dell'Enciclopedia Italiana.
4. ↑   Sulle tracce degli Umiliati, su books.google.it. URL consultato il 22 marzo 2017.
5. 1 2 3 4 5 6 7 8 9 10 11 12   Ariberto d'Intimiano, su storiadimilano.it. URL consultato il 22 marzo 2017.
6. ↑   Archeologia dell’Architettura, XVII, 2012 – Tecniche murarie e cantieri del romanico nell'Italia settentrionale, su books.google.it. URL consultato il 22 marzo 2017.
7. ↑   Memorie spettanti alla storia, al governo e alla descrizione della città, e campagna di Milano, ne' secoli bassi (TXT), su archive.org. URL consultato il 22 marzo 2017.
8. 1 2 3 4 5   ARIBERTO da Antimiano, in Enciclopedia Italiana, Roma, Istituto dell'Enciclopedia Italiana. URL consultato il 22 marzo 2017.
9. ↑   Gerardo di Monforte, su Eresie. URL consultato il 4 agosto 2020.
10. ↑  Landolfo Seniore, La cronaca milanese, traduzione italiana con note storiche. Alessandro Visconti, ed.. Milano: Stucchi Ceretti, 1928.
11. 1 2   Arona, su centrocasalis.it. URL consultato il 22 marzo 2017 (archiviato dall'url originale il 23 marzo 2017).
12. ↑   Rivolta d'Adda, su guidacomuni.it. URL consultato il 22 marzo 2017.
13. ↑   De Capitani d'Arzago, su sanlorenzoarzago.it. URL consultato il 22 marzo 2017.
14. 1 2   L'Italia nell'Europa feudale, su quinterna.org. URL consultato il 22 marzo 2017.
15. ↑   Ecclesia in hoc mundo posita: studi di storia e di storiografia medioevale, su books.google.it. URL consultato il 2 maggio 2016.
16. ↑   Paese Italia: venti secoli di identità, su books.google.it. URL consultato il 22 marzo 2017.
17. ↑   Cattedra: Una Chiesa bimillenaria e una palma nel cuore di Milano, su storiain.net. URL consultato il 22 marzo 2017.
18. 1 2  D'Ilario, p. 337.